# Patrick Guzzo
Patrick Guzzo, född 14 oktober 1917 i Ottawa, död 16 januari 1993 i Ottawa, var en kanadensisk ishockeyspelare.
Guzzo blev olympisk guldmedaljör ishockey vid vinterspelen 1948 i Sankt Moritz.